# Parwanoo
Parwanoo is een nagar panchayat (plaats) in het district Solan van de Indiase staat Himachal Pradesh. 

## Demografie
Volgens de Indiase volkstelling van 2001 wonen er 8.609 mensen in Parwanoo, waarvan 61% mannelijk en 39% vrouwelijk is. De plaats heeft een alfabetiseringsgraad van 73%. 